# インナ
インナ（Inna、本名:ルーマニア語: Elena Alexandra Apostolean、1986年10月16日 - ）は、ルーマニア・コンスタンツァ県生まれの歌手である。

## 来歴

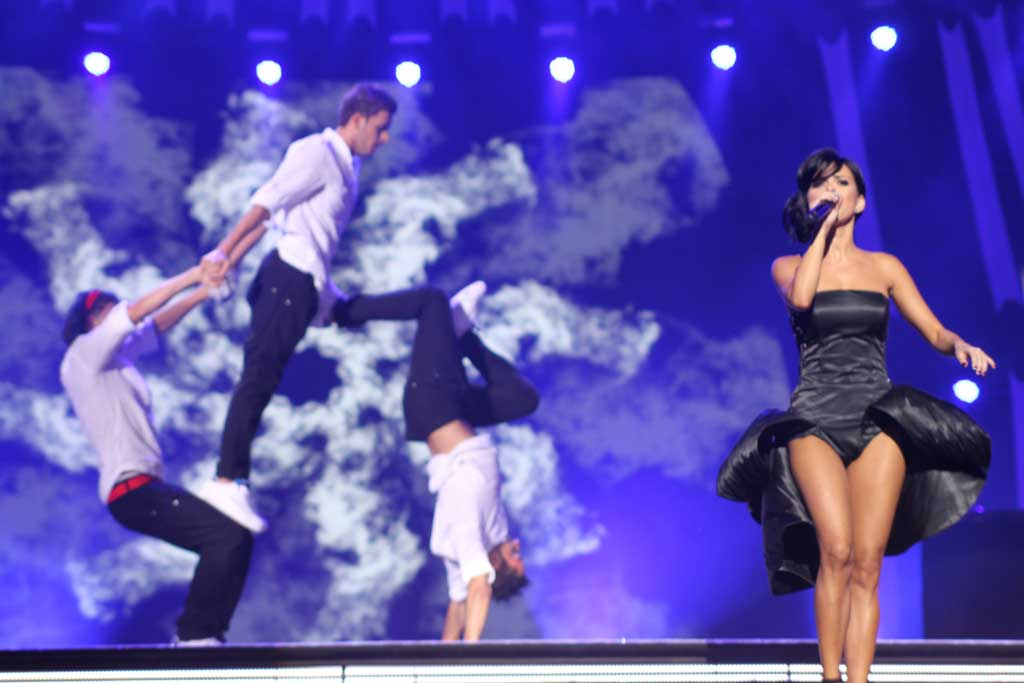
インナ（2009年）

ルーマニア最南東部の黒海の畔にあるコンスタンツァ県マンガリアで、ルーマニア人の両親の間にて生まれた。音楽好きの一家であった。彼女は、幼少期より歌唱が得意だった。祖父からインナと呼ばれておりたいへん可愛がられていた。それが後の芸名へとつながった。地元マンガリアの中産階級が通う高校であるマンガリア・エコノミカル・リュケイオンを優秀な成績で卒業後、政治学を学ぶためコンスタンツァにある大学に入学した。やがて、インナはユーロビジョン・ソング・コンテスト2008の予選に参加したが、あえなく落選した。
2008年、Play & Winと契約していた彼女は、本格的にメジャーデビューした。翌年にはアメリカのレコード会社Ultra Recordsと契約した。
2008年の終わりに、デビュー・シングル「Hot」をリリースした。「Hot」は、イギリスでは全英シングルチャートで6位を記録した。ヨーロッパや中東諸国、旧ソ連圏など10数カ国でトップ10を記録した。
4枚目のシングルである「Amazing」も、国際的にヒット、ミュージック・ビデオはポルトガルにあるシントラのビーチで撮影された。6枚目のシングル「Sun Is Up」は、多くの国々でトップ10に入った。イタリアとスイスではゴールドディスクを獲得している。
インナは初めての公式ツアー「INNA en Concert」を、2011年2月18日から同年11月26日にかけて、イギリス、フランス、ドイツ、スペイン、スイス、オランダ、ベルギー、メキシコ、トルコ、イスラエル、レバノン、セルビア、スロベニア、ブルガリア、クロアチアなどで行った。

## ディスコグラフィ

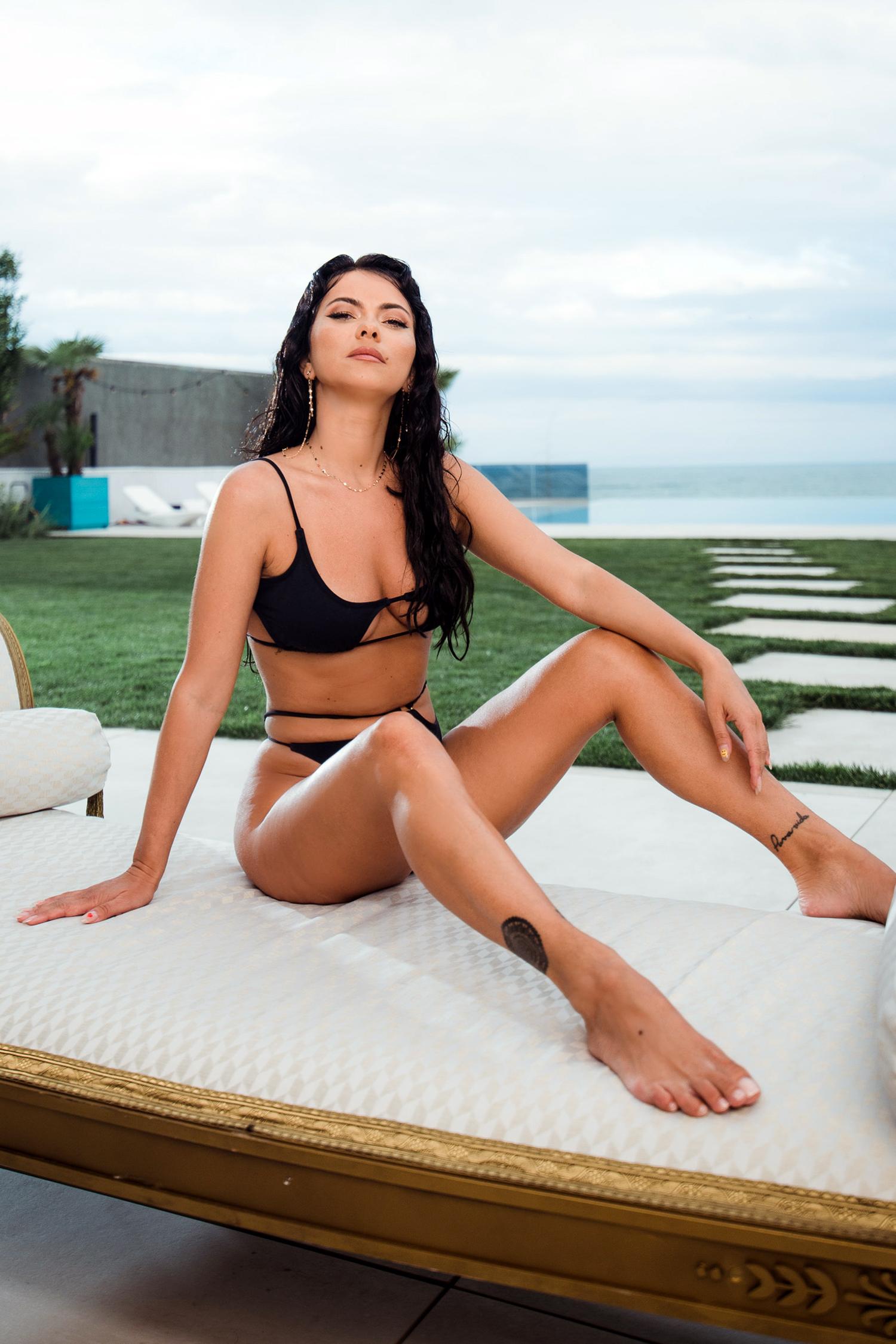
インナ（2021年）

### スタジオ・アルバム
- Hot (2009年)
- 『クラブ・ロッカー』 - I Am the Club Rocker (2011年)
- 『パーティー・ネヴァー・エンズ』 - Party Never Ends (2013年)
- 『パーティー・ネヴァー・エンズ(パート2)』 - Party Never Ends (Part 2) (2013年) ※日本編集盤
- Inna (2015年)
- 『ボディ・アンド・ザ・サン』 - Body And The Sun (2015年) ※上記アルバムの日本編集盤
- 『ニルヴァーナ』 - Nirvana (2017年)
- Yo (2019年)
- Heartbreaker (2020年)
- Champagne Problems (2022年)
- Just Dance (2023年)